# Ruda (powiat starachowicki)

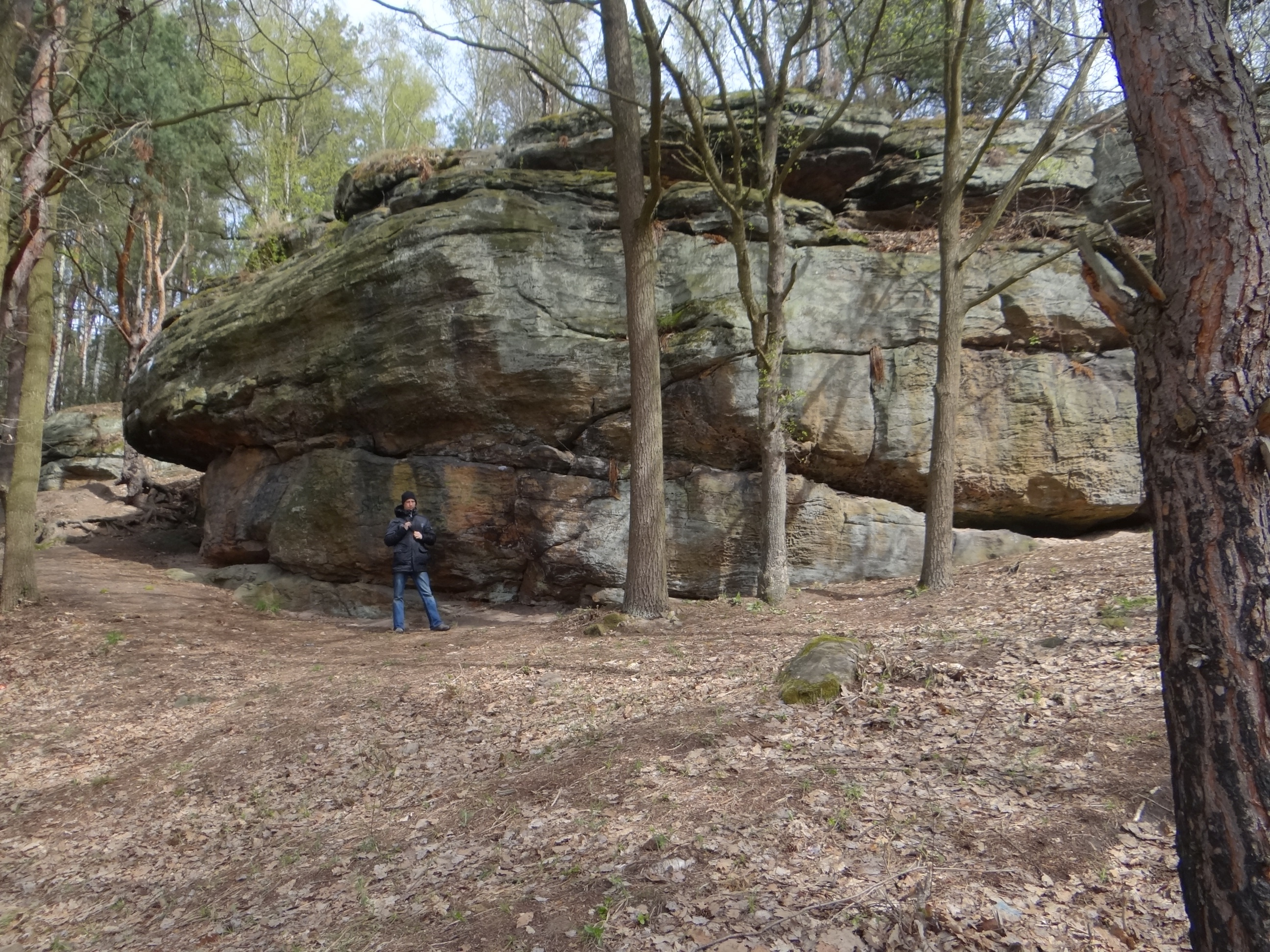
Zabytek przyrody, skały

Ruda – wieś w Polsce, położona w województwie świętokrzyskim, w powiecie starachowickim, w gminie Brody.
W latach 1975–1998 miejscowość należała administracyjnie do województwa kieleckiego.
Wierni Kościoła rzymskokatolickiego należą do parafii Wniebowzięcia Najświętszej Maryi Panny w Krynkach.

## Położenie
Miejscowość znajduje się po północnej stronie Jeziora Brodzkiego na rzece Kamienna. Pod względem geograficznym jest to obszar Przedgórza Iłżeckiego.
Przez wieś przechodzi czerwony Szlak Milenijny ze Skarżyska-Kamiennej do Kałkowa.

## Integralne części wsi
| SIMC    | Nazwa        | Rodzaj      |
| ------- | ------------ | ----------- |
| 1019214 | Gajówka Ruda | osada leśna |
| 0231248 | Komorniki    | część wsi   |
| 0231254 | Pastwiska    | część wsi   |
| 0231260 | Ruda Duża    | część wsi   |
| 0231277 | Ruda Mała    | część wsi   |

## Charakterystyka
Dawna osada górnicza. Obecnie wieś i sołectwo z rozbudowaną siecią sklepów, zakłady i warsztaty usługowe, drogi dojazdowe.
We wsi i sołectwie działają: Stowarzyszenie sportowe Czarni, Ruda, Gimnazjum Publiczne im. St. Staszica, OSP

## Historia
Ruda alias Ruda Stara, wieś nad rzeką Kamienną, w powiecie iłżeckim, gminie Wierzbnik, parafii Krynki, odległa od Iłży 18 wiorst.
W roku 1882 posiadała 36 domów 252 mieszkańców, 466 mórg ziemi włościańskiej.

W 1827 r. było tu 20 domów 141 mieszkańców.